# カベナント教会
カベナント教会(英: Covenant church)はスウェーデン系のキリスト教の教派である。

## 歴史
北欧の自由教会運動の流れの中で、スウェーデン国教会の堕落への批判から、19世紀末にカベナント教会が生まれた。カベナントは「聖なる契約」を意味する。全世界への福音宣教(大宣教命令)の使命を果たすことを神の前で契約したことから名づけられた。

## 日本宣教
1949年、北米のアメリカ・カベナント教会の宣教師が来日し、東京、神奈川、群馬、新潟の各地で伝道を行い教会を形成した。
日本人による団体は日本カベナント教会(後に、日本カベナント教団)と呼ばれた。
1952年、日本聖契神学校が設立され、カベナント教会の教職養成のみならず、超教派の神学校として用いられている。
日本カベナント教団は、宣教師の団体と合同して、1967年に日本聖契キリスト教団が設立される。1964年に日本聖約キリスト教団を起こす。
これらのグループは日本福音自由教会協議会結成して、さらに同盟福音基督教会を加えて、日本自由福音教会連盟を結成している。